# Helicopsyche chionodoce
Helicopsyche chionodoce är en nattsländeart som beskrevs av Schmid 1993. Helicopsyche chionodoce ingår i släktet Helicopsyche och familjen Helicopsychidae. Inga underarter finns listade i Catalogue of Life.